# Helmut Nitzsche

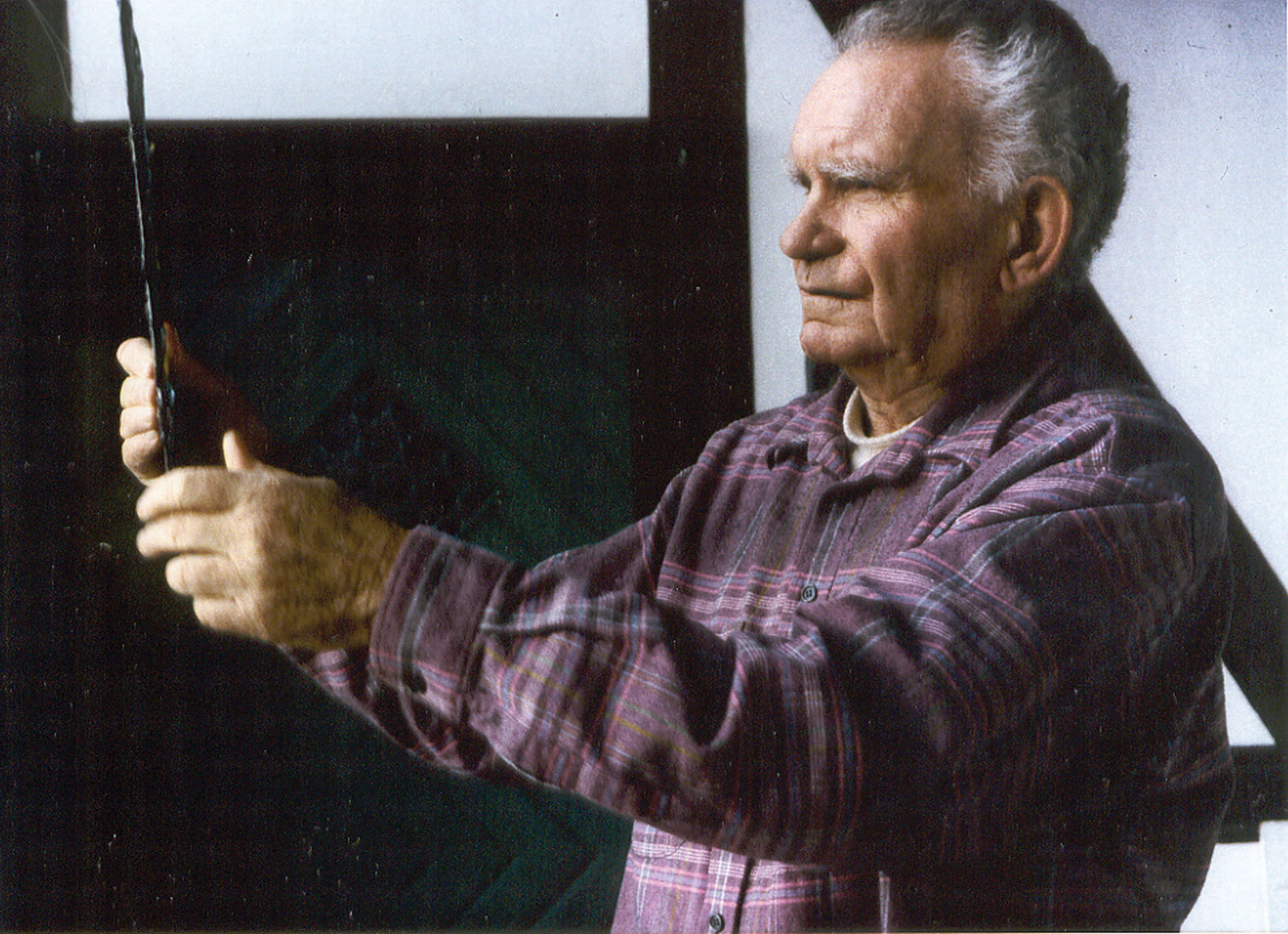
Helmut Nitzsche

Helmut Nitzsche (* 22. Januar 1914 in Oelsnitz/Vogtland; † 20. Juli 2002 in Fulda) war ein deutscher bildender Künstler und Glasmaler.

## Leben
Nitzsche studierte von 1928 bis 1933 an der staatlichen Kunstschule in Plauen in der Malklasse von Wilhelm Heckrott und Otto Lange. Beide Professoren waren Expressionisten der Dresdner Sezession Gruppe 1919, einer Weiterführung der Künstlergruppe „Brücke“. Die Zeit in der Meisterklasse bei Lange prägte seine künstlerische Entwicklung entscheidend. In dieser Zeit gestaltete Nitzsche die St.-Katharinen-Kirche in Eichigt. 
Nach der Machtergreifung wurde auf Anordnung des Gauleiters Mutschmann die Schule geschlossen, die Lehrer verhaftet, den Schülern das Abschlusszeugnis verweigert und ihnen von der „Entartungskommission“ jegliche künstlerische Betätigung verboten. Nitzsche arbeitete nach einer Lehrausbildung als Dekorationsmaler, vorwiegend auf der Wanderschaft durch Süddeutschland. Durch Empfehlung eines Bauingenieurs kam er 1939 auf Umwegen als Zeichner in die Generalbauinspektion für die Reichshauptstadt. Der Generalbauinspektor Albert Speer versteckte hinter der Aufgabe einer Studie für den monströsen Kuppelbau der geplanten Kongresshalle für die „Welthauptstadt Germania“ eine ganze Gruppe von Individualisten.
Nitzsche wurde 1942 zum Kriegsdienst einberufen und verbrachte vier Jahre in sowjetischer Kriegsgefangenschaft, aus der er erst 1949 nach West-Berlin entlassen wurde. 1950 bis 1955 setzte er seine Ausbildung mit einem Studium an der Werkakademie Berlin-Charlottenburg in der Klasse für angewandte Kunst (Schwerpunkt: Kunst am Bau) mit dem Diplom-Abschluss fort. In der Wiederaufbauphase West-Berlins bekam er viele Aufträge im Bereich Kunst am Bau. Zu den bedeutendsten Werken aus dieser Schaffensperiode zählen ein großes Wandbild in der Eingangshalle des Finanzamts Berlin-Spandau und ein plastisches Wandbild im Postamt Heerstraße.
In der Folge beschäftigte ihn mehr und mehr der Werkstoff Glas mit dem Aufschmelzverfahren, der Reiz der Schöpfung im Sinne des „bedingt vorausberechenbaren künstlerischen Experiments“. In den folgenden Jahren schuf er, seit 1974 in einem alten Bauernhaus in Schwarzenfels in der hessischen Vorderrhön lebend, mehr als 30 Kirchenfenster, vor allem in Berlin. Dazu gehören 1984 Himmlisches Jerusalem in der katholischen Kirche Mater Dolorosa in Berlin-Lankwitz und 1993 Erschaffung der Welt, Eucharistie Brot und Wein und Mosesfenster in der Pfarrkirche Heilige Familie in Berlin-Lichterfelde.
Zu den Kirchenfenstern gesellten sich zahlreiche Glasarbeiten, in denen Kunsthandwerk und freies Arbeiten ineinander fließen. Zu den Besten zählen „Der geschundene Planet I und II“ (1991), „Filigrane Glaskollage“ und „Glaskollage mit aufgeschmolzenen Fäden“.
In der freien künstlerischen Arbeit widmete er sich neben der Temperamalerei auch anderen Maltechniken, wie der Acrylmalerei, Putzmosaiken sowie Spachtel- und Gazetechniken.

## Werke (Auswahl)
- Das Unheil kündigt sich an
- Stillleben
- Weberhäuser
- Jüdischer Friedhof Gelnhausen
- Pferde auf der Koppel
- Urfisch
- Pilzvariationen
- Ölpest am Golf
- Taufe und Abendmahl (Chorfenster) und Deckenlampen in der ev. Kirche zu Schwarzenfels

In Ausstellungen in Kleinsassen, Schlüchtern und Fulda wurde das Lebenswerk von Helmut Nitzsche gewürdigt.